# کیت کندی
کیت کندی (انگلیسی: Kate Kennedy؛ زادهٔ ۱ آوریل ۱۹۹۲) بازیگر، نویسنده و کارگردان بریتانیایی است. او بیشتر به‌خاطر ایفای نقش کای-۱۲۵ در مجموعهٔ هیلو، از پارامونت پلاس شناخته می‌شود. همچنین در زمینهٔ صداپیشگی در بازی‌های ویدئویی از جمله اساسینز کرید والهالا فعالیت داشته و در فیلم‌ها و مجموعه‌های تلویزیونی گوناگونی نیز نقش‌آفرینی کرده است.

## حرفه
یکی از نخستین نقش‌های مهم کیت کندی، بازی در نمایش هانچ به‌عنوان قهرمان اصلی بود. این نمایش در سال ۲۰۱۸ در جشنواره ادینبرو فرینج اجرا شد و عمدتاً با نقدهای مثبتی مواجه گردید. متن این نمایشنامه بعدها در سال ۲۰۲۰ به صورت یک فیلم کوتاه اقتباس شد.
کندی اولین بار در سال ۲۰۱۹ برای بازی در مجموعه هیلو انتخاب شد تا نقش کای-۱۲۵، سرباز فوق‌العاده اسپارتان را ایفا کند. این شخصیت به‌عنوان هم‌تیمی مستر چیف (جان-۱۱۷) معرفی شده است. با وجود قد بلند کیت کندی که ۶ فوت ۳ اینچ (۱٫۹۱ متر) است، او همچنان برای ایفای نقش اسپارتان‌ها که بیش از ۷ فوت (۲٫۱ متر) قد دارند، به اندازه کافی قد بلند نبود و برای همین مجبور بود داخل لباس خود از کفی‌های پاشنه‌دار استفاده کند. کندی دربارهٔ تمرینات سخت و طاقت‌فرسایی که برای بازی در نقش کای-۱۲۵ نیاز بود، صحبت کرده و از روند رشد و تغییر شخصیت این نقش نیز لذت برده است. همچنین او اشاره کرده که زره‌ای که برای اسپارتان‌ها طراحی شده بود، هنگام زمین خوردنش در محل فیلم‌برداری، به محافظت از او کمک کرده است. عملکرد کندی در نقش کای-۱۲۵ مورد استقبال زیادی از طرف طرفداران قرار گرفت و در یکی از نقدها، شخصیت او «بهترین بخش» این مجموعه توصیف شد.
علاوه بر نقش‌هایش در فیلم و تلویزیون، کیت کندی در صداپیشگی بازی‌های ویدئویی نیز فعالیت داشته است. برجسته‌ترین نقش او در این زمینه، صداپیشگی لیدی ادوین در بازی اساسینز کرید والهالا است. همچنین او صداپیشگی شخصیت هِلا را در بازی لگو مارول سوپر هیرو ۲ بر عهده داشته و در نقش‌های دیگری نیز حضور داشته است.
او در سال ۲۰۲۵ در فیلم لایو اکشن اقتباسی بر پایهٔ فیلم پویانمایی چگونه اژدهای خود را تربیت کنیم (۲۰۱۰) ایفای نقش کرده است.